# 哈桑博伊·杜斯马托夫
哈桑博伊·马鲁夫容吾勒·杜斯马托夫（1993年6月24日—），乌兹别克斯坦男子拳击运动员，2016年夏季奥运会男子49公斤级金牌得主、2018年亚洲运动会男子49公斤级银牌得主、2022年亚洲运动会男子51公斤级金牌得主。2024年夏季奧林匹克運動會男子蠅量級（51公斤級）金牌得主。